# Xã Cormant, Quận Beltrami, Minnesota
Xã Cormant (tiếng Anh: Cormant Township) là một xã thuộc quận Beltrami, tiểu bang Minnesota, Hoa Kỳ. Năm 2010, dân số của xã này là 158 người.